# 마이 가디언 에일리언
《마이 가디언 에일리언》(영어: My Guardian Alien)는 2024년 방영된 필리핀의 텔레비전 드라마이다.